# Луян
Луя́н (кит. упр. 庐阳, пиньинь Lúyáng) — район городского подчинения городского округа Хэфэй провинции Аньхой (КНР).

## История
В имперские времена именно здесь размещались власти Лучжоуской управы (庐州府).
После того, как во время гражданской войны эти места в 1949 году перешли под контроль коммунистов, на территории старого города были образованы Район № 1 и Район № 2. В 1951 году они были объединены в Восточный городской район (东市区). В 1960 году Восточный городской район был переименован в Южный городской район (南市区). В 1963 году Южный городской район был переименован в Центральный городской район (中市区).
В 2002 году Центральный городской район был переименован в район Луян.

## Административное деление
Район делится на 9 уличных комитетов, 1 посёлок и 1 волость.